# Hexamethylfosforamid
Hexamethylfosforamid, také HMPA, je organická sloučenina patřící mezi fosforamidy (amidy kyseliny fosforečné). Tato bezbarvá kapalina se používá jako aprotické polární rozpouštědlo a jako přídavná látka v organické syntéze.

## Struktura a reaktivita
HMPA je oxidem silně zásaditého triamidu hexamethylfosforitého (HMPT), P(NMe2)3. Podobně jako u ostatních fosfinoxidů (jako například trifenylfosfinoxidu) má jeho molekula čtyřstěnné jádro a vazba P-O je velmi polarizována, takže na kyslíkovém atomu je výrazný záporný náboj.
HMPA se stejně jako mnohé další sloučeniny obsahující vazbu dusík-fosfor rozkládá působením kyseliny chlorovodíkové za vzniku protonovaného aminu a fosforečnanu.

## Použití
HMPA se používá jako rozpouštědlo polymerů, plynů a organokovových sloučenin. Upravuje selektivitu lithiačních reakcí rozpadem oligomerů organolithných zásad jako je butyllithium. Jelikož HMPA selektivně solvatuje kationty, tak urychluje jinak pomalé SN2 reakce tvorbou více „nahých“ aniontů. Zásaditá dusíková centra v HMPA se silně koordinují na Li+.
HMPA je ligandem u mnoha užitečných činidel založených na molybdenu a peroxidech, například MoO(O2)2(HMPA)(H2O) se používá jako oxidační činidlo v organické syntéze.

## Alternativní činidla
HMPA používaný jako rozpouštědlo lze nahradit dimethylsulfoxidem. Obě tyto látky jsou silnými akceptory vodíkových vazeb a jejich kyslíkové atomy vážou kovové kationty. Dalšími alternativami k HMPA jsou N,N′-tetraalkyldetriváty močoviny a 1,3-dimethyl-2-imidazolidinon (DMI).

## Toxicita
HMPA je pouze mírně toxickou látkou ale u krys byla prokázána jeho karcinogenita. Mnoho organických chemiků jej kvůli tomu považuje za mimořádně nebezpečnou látku a snaží jeho použití vyhnout vždy, když je to možné. Pomocí kyseliny chlorovodíkové lze HMPA přeměnit na méně škodlivé látky.